# Phare du Cap d'Ajo
Le phare du Cap d'Ajo est un phare situé sur le Cap d'Ajo, près de la commune de Bareyo, dans la province de Cantabrie en Espagne.
Il est géré par l'autorité portuaire de Santander.

## Histoire
En 1907 il avait été projeté un phare comme l'un des plus importants du Golfe de Gascogne, semblableau phare de Cabo Mayor. Il était prévu de construire une tour de 18 mètres de haut, avec une maison rectangulaire de deux étages où pourraient vivre jusqu'à 6 gardiens et une salle des machines séparée. Quand en 1914 le phare de Cabo Mayor est électrifié, compte tenu de sa plus grande puissance le projet est annulé sur le motif qu'il n'est plus nécessaire. La ville de Bareyo, qui est propriétaire du Cap d'Ajo, juge nécessaire la construction d'un phare sur celui-ci, après trois naufrages dans la région. Le projet a été approuvé en 1921 et la construction commence à partir de 1928. Le phare utilisait une lampe à acétylène qui donnait une visibilité jusqu'à 15 milles (environ 24 km). Lors de son électrification, tout en gardant le même système optique, sa portée est amenée à 17 milles nautiques (environ 27 km). En Août 1930, le phare actuel a été inauguré, devenant le plus récent de Cantabrie.
En 1980, l'ingénieur Fernando Rodríguez Pérez lance un nouveau projet et construit une tour en béton, avec double galerie et une lanterne en aluminium, sur un socle circulaire servant de bâtiment technique.
Il émet, à une hauteur focale de 71 m, d'un feu à occultations 3 éclats toutes les 12 secondes.
Identifiant : ARLHS : SPA005 ; ES-01130 - ex-Amirauté : D1552 - NGA : 2016 .
|           |
| Cap d'Ajo |

|                         |
| Les phares de Cantabrie |

### Lien connexe
- Liste des phares d'Espagne